# Nádifecskeformák
A nádifecskeformák (Pseudochelidoninae) a madarak osztályának a verébalakúak (Passeriformes) rendjébe, ezen belül a fecskefélék (Hirundinidae) családjába tartozó alcsalád.
A magyar név forrással nincs megerősítve.

## Rendszerezés
Az alcsaládba egyetlen nem két faja tartozik:
- Pseudochelidon (Hartlaub, 1861) – 2 faj
  - afrikai nádifecske (Pseudochelidon eurystomina)
  - fehérszemű nádifecske (Pseudochelidon sirintarae)